# 洛斯通山
47°50′31.1″N 24°46′58.9″E / 47.841972°N 24.783028°E
洛斯通山是烏克蘭的山峰，位於該國西部伊萬諾-弗蘭科夫斯克州，處於韋爾霍維納區，屬於烏克蘭喀爾巴阡山脈中奇夫奇尼山脈的一部分，海拔高度1,654米。